# Euphorbia bartolomei
Euphorbia bartolomei är en törelväxtart som beskrevs av Edward Lee Greene. Euphorbia bartolomei ingår i släktet törlar, och familjen törelväxter. Inga underarter finns listade i Catalogue of Life.